# Orliac-de-Bar
Orliac-de-Bar è un comune francese di 273 abitanti situato nel dipartimento della Corrèze nella regione della Nuova Aquitania.

## Società

### Evoluzione demografica
Abitanti censiti